# Коннали, Нелли
Нелли Коннали (англ. Nellie Connally; 24 февраля 1919 — 1 сентября 2006) — первая леди Техаса с 1963 по 1969 год. Была женой Джона Коннали, который служил губернатором Техаса, а затем занимал должность министра финансов. Нелли и её муж Джон были пассажирами президентского лимузина, перевозившего президента США Джона Кеннеди 22 ноября 1963 года, когда он был убит в Далласе, штат Техас. 

## Биография
Нелли Коннали родилась в Остине, штат Техас. Нелли была старшей среди пятерых детей в семье. Коннали училась в Техасском университете в Остине. Во время учёбы в Калифорнийском университете в 1937 году Нелли познакомилась со своим будущем мужем Джоном Коннали. 21 декабря 1940 года они поженились. У пары Коннали родилось четверо детей: Кэтлин, Джон Б., Шэрон и Марк. 
22 ноября 1963 года в Далласе Нелли Коннали и её муж Джон ехали в президентском лимузине, который перевозил президента США Джона Кеннеди и его супругу Жаклин. В тот день Джон Кеннеди скончался от полученных огнестрельных ранений, Джон Коннали также был серьёзно ранен, но выжил. В своей книге 2003 года «Поле любви — наши последние часы с Джоном Кеннеди» Нелли поделилась своим личным дневником, в котором описала события того дня. В книге она рассказала, что, по её мнению, её муж был ранен куском пули, который отделился от двух пуль, попавших в Джона Кеннеди.
После того, как Нелли Коннали стала первой леди, она занималась сбором денег для благотворительных организаций, включая телемарафон Children’s Miracle Network для детской больницы Германна. С 1984 года Нелли работала в Совете Онкологического центра им. М. Д. Андерсона, фонд от её имени смог собрать миллионы долларов на исследование программы для пациентов. Позже она была названа выдающейся женщиной Фондом Crohn's and Colitis.
1 сентября 2006 года Нелли Коннали умерла во сне в возрасте 87 лет. Она была похоронена на кладбище штата Техас в Остине.